# Metrodorea nigra
Metrodorea nigra är en vinruteväxtart som beskrevs av A. St.-hil.. Metrodorea nigra ingår i släktet Metrodorea och familjen vinruteväxter. Inga underarter finns listade i Catalogue of Life.